# Castel (Guernsey)
Castel (fr. Sainte-Marie-du-Câtel, dgèrnésiais Lé Casté) – miasto na wyspie Guernsey (Wyspy Normandzkie), w terytorium o tej samej nazwie. Trzecie co do wielkości miasto wyspy.